# SHAKE (バンド)
SHAKE（シェイク）は、日本の兄弟ポップデュオ。島根県松江市出身。

## メンバー
- SHUN (しゅん)
  - ボーカル、ピアノ
  - 本名：大野　瞬 (おおの　しゅん)
  - 6月11日生まれ
  - 血液型A型
- Riku (りく)
  - ドラムス、パーカッション、コーラス
  - 本名：大野　陸 (おおの　りく)
  - 10月31日生まれ
  - 血液型AB型

## 概要
- 二人は実の兄弟である。
- 瞬は大学生の頃同級生らとLuv Scene（ラヴシーン）というバンドを結成して徳島市内を拠点に活動をしていたが、卒業を機に解散し、SHAKEを結成する。
- 陸は高校生の頃からB'zのコピーバンドなどでドラムスを担当して地元でライブ活動を行っていたが、2008年に瞬の誘いを受けて陸がSHAKEに参加する。
- 2009年3月から活動の拠点を東京に移し、桜木町駅前などでのストリートライブを行いながら、名古屋、大阪、徳島などへのライブツアーも行っている。
- 楽曲は、ボーカルのSHUNが作詞及び作曲を担当している。
- SHUNは2010年「シアワセなコトバ」でソロデビュー。ホテルクレメント徳島のウエディングキャンペーンソングとなる。

## 経歴
- 2005年：SHAKE結成。当時のメンバーはSHUN、hero、Satoshi
- 2006年：徳島で開催した初めてのワンマンライブを開催
- 2008年：Satoshiの脱退を受けてRikuがSHAKEに参加
- 2009年：活動の拠点を東京に移す
- 2010年：heroが脱退し、現在に至る

## ディスコグラフィ

### 地域限定発売

#### SHAKE!!! (2006年10月発売)
【収録曲】
- Funky Party
- Sing a Happy Song
- Unchanged Love
- ラブリー☆デイズ

　品番：DMRC-2001　

#### Jewelry Box (2007年7月発売)
【収録曲】
- Jewelry
- Sister & Brother
- Sign Of Kiss
- nagareboshi
- Sunny Holiday
- I For Your Smile
- Lover Of You

　品番：DMRC-2002

#### 君に捧ぐ詩(2008年5月発売)
【収録曲】
- 君に捧ぐ詩
- Darlin’
- 夏の夜
- ラブリー☆デイズ

　品番 : BFCL-0001

### 全国発売

#### Our Love Song (2010年1月発売)
【収録曲】
- Our Love Song
- 砂時計
- Open Kid

　品番 : XQGY-1002

#### 夏の夜 (2010年8月発売)
【収録曲】
- 夏の夜
- 夏の終わりが来る前に
- 神在月

　品番 : XQGY-1005
ほかに、大野瞬ソロとしてシングルCD
- シアワセなコトバ
- 遠くても

　の2枚が全国発売されている。

## メディア

### ラジオ
- 頑張れTokushimaミュージシャンズ Live in Tokushima

　　　エフエム徳島　毎月第3金曜日　20時00分から21時00分

## 関連サイト
- SHAKEオフィシャルWEBサイト
- 大野　瞬オフィシャルWEBサイト
- SHUNオフィシャルブログ（SHUN-ka-Shu-Tou）
- Rikuオフィシャルブログ（リクライニング。）
- エフエム徳島　Live in Tokushima番組サイト

| スタブアイコン | サブスタブ | この項目は、まだ閲覧者の調べものの参照としては役立たない、歌手に関連した書きかけの項目です。この項目を加筆・訂正などしてくださる協力者を求めています（P:音楽/PJ:芸能人）。 |